# Падаровце
Падаровце (словац. Padarovce, угор. Balogpádár) — село, громада в окрузі Рімавска Собота, Банськобистрицький край, Словаччина. Кадастрова площа громади — 12,11 км². Населення — 180 осіб (за оцінкою на 31 грудня 2017 р.).
Перша згадка 1407 року.

## Населення
| Рік:            | 1994. | 2004.    | 2014.    | 2024.    |
| --------------- | ----- | -------- | -------- | -------- |
| Кількість осіб: | 186   | 158      | 193      | 140      |
| Різниця:        |       | -15,05 % | +22,15 % | -27,46 % |

| Рік:            | 2023. | 2024.   |
| --------------- | ----- | ------- |
| Кількість осіб: | 136   | 140     |
| Різниця:        |       | +2,94 % |